# Andrea Costas Lago
Andrea Costas Lago (Vigo, Pontevedra, España, 21 de marzo de 1978) es una artista visual y fotógrafa gallega. Su obra abarca disciplinas como la videocreación, la instalación, la performance o la fotografía. Su narrativa suele tratar temas tan cotidianos como universales desde una perspectiva intimista, emocional y psicológica.

## Biografía artística
Licenciada en Bellas Artes por la Universidade de Vigo, inicia su trayectoria artística participando, desde el año 2000, en diversas exposiciones colectivas así como realizando sus primeras exposiciones individuales con las que obtendría el reconocimiento de la crítica, formando parte de la nueva generación de artistas gallegos tales como Vicente Blanco, Álvaro Negro, Rubén Ramos, Patricia Dopico, Félix Fernández o Suso Fandiño.
En 2002, tras pasar por Barcelona y Londres completando su formación artística, publica el libro Formas de Ser con el Centro de Estudos Fotográficos, una recopilación de tres series fotográficas fruto de dos años de experimentación, Tiempo al tiempo, Incorporados y Composturas, siendo considerado éste como uno de sus trabajos más representativos y que supuso su consolidación definitiva dentro del panorama artístico gallego. En el año 2006 publica su segundo libro, Persoal e Transferíbel, un proyecto fotográfico que se expuso paralelamente en la Fundación Torrente Ballester de Santiago de Compostela. 
En años posteriores centra parte de su obra en la performance, formando parte del colectivo artístico 3Marías y del grupo Aquí? Agora?, culminando en 2012 con la representación de O medo, en la Cidade da Cultura de Galicia junto al músico Nacho Muñoz y el poeta Daniel Landesa.
En el año 2011 publica, junto a la escritora Yolanda Castaño, el libro Cociñando ao pé da letra, un trabajo galardonado con el premio internacional Gourmand World Cookbook representando a España en la categoría de fotografía.
Sus últimos trabajosgiran en torno a una visión intimista, al igual que en sus inicios, aunque potenciando el carácter feminista y reivindicativo presente durante toda su carrera a través del contexto de la maternidad.

## Libros publicados
- Formas de ser. Centro de Estudos Fotográficos. 2002.
- Persoal e transferíbel. Centro de Estudos Fotográficos. 2006.
- Cociñando ao pé da letra. Editorial Galaxia. 2011.

## Exposiciones (selección representativa)
- Desapego (Museo de Arte Contemporánea de Vigo, 2023)
- CONFLUENCIAS en el arte gallego de la Colección CGAC (Centro Galego de Arte Contemporánea, Santiago de Compostela, 2022)
- Néboas de luz (Colección CGAC. Centro Cultural Marcos Valcárcel, Ourense, 2021)
- Amor, xénero e outras violencias (Centro multiusos, Sabarís, 2021)
- A paisaxe e a súa pegada (Casa do Cabido, Santiago de Compostela, 2019)
- Más allá de los géneros.Prácticas artísticas feministas en Galicia. (Museo de Arte Contemporánea de Vigo, 2017)
- Alivio (Alterarte, Ourense, 2011)
- Mapas creativos. Novos nomes na arte galega (Galería Orígenes, A Habana, 2008)
- Marxes e mapas. A creación de xénero en Galicia (Auditorio de Galicia, Compostela, 2008)
- La jeune création photographique en Galicia (Toulousse, 2007)
- A fraxilidade da mirada. (Pazo de Congresos e Exposicións, Pontevedra, 2006)
- Boas pezas. (Sala X, Pontevedra, 2006)
- Esperando 1000 palabras. (Casa Galega da Cultura, Vigo, 2006)
- O Feito Fotográfico. (Museo de Arte Contemporánea de Vigo, 2004)
- Imaxes Maiores (Itinerante, 2002)
- Identidades. (Museo de Pobo Galego, Santiago de Compostela, 2001)
- Novos valores. (Museo de Pontevedra, 2001)
- Estancias (COAG, Vigo, 2001)
- Mulleres Artistas (Teatro Principal, Pontevedra, 2000)